# Діод Шотткі

Зображення діода Шотткі на електричних принципових схемах

Діод Шотткі (названий на честь німецького фізика Вальтера Шотткі), також відомий як «діод з гарячими носіями», є напівпровідниковим діодом з низьким значенням падіння прямої напруги, та дуже швидким перемиканням.
На відміну від звичайних діодів, діоди Шотткі  замість p-n переходу використовують перехід метал-напівпровідник, як бар'єр Шотткі. Допустима обернена напруга діодів Шотткі, що промислово випускаються, обмежена значенням 250 В (MBR40250 та аналоги), на практиці більшість діодів Шотткі використовуються в низьковольтних схемах, при зворотніх напругах в декілька десятків вольт.

## Принцип роботи
Висока швидкодія діодів Шотткі обумовлена тим, що на відміну від звичайних діодів з p-n-переходами, де носіями струму є «неосновні носії», в них прямий струм повністю обумовлений «основними носіями».

## Використання
Переходи Шотткі широко використовуються в інтегральних технологіях — як «омічні контакти», опір яких значно менший, в порівнянні з об'ємним опором напівпровідника та опорами паразитних витоків.